# Albert Hall
Albert P. Hall (ur. 10 listopada 1937 w Brighton) – amerykański aktor.
Ukończył studia na Columbia University School of the Arts w 1971 roku. W tym samym roku pojawił się w off-broadwayowskiej sztuce The Basic Training of Pavlo Hummel i w broadwayowskim musicalu Melvina Van Peeblesa Ain't Supposed to Die a Natural Death. Jego najsłynniejszą rolą jest prawdopodobnie rola Chief'a Phillipsa w filmie Francisa Forda Coppoli Czas apokalipsy.
Hall znany jest publiczności telewizyjnej z ról: sędziego Seymoura Walsha w serialu Ally McBeal i The Practice. Pojawił się również w serialach Kojak, Miami Vice, Matlock, Star Trek: Następne pokolenie, Strong Medicine, 24 godziny, Uśpiona komórka i Chirurdzy.

## Wybrana filmografia
- Ali (2001) – Elijah Muhammad
- Pokochać (1998) – Stamp Paid
- Get On The Bus (1996) – Craig
- Devil In A Blue Dress (1995) – Degan Odell
- Major Payne (1995) – General Decker
- Rookie of the Year (1993) – Sal Martinella
- Malcolm X (1992) – Baines
- Wspaniali bracia Baker (1989) – Henry
- Czas apokalipsy (1979) – Chief Phillips